# Spiegel im Spiegel

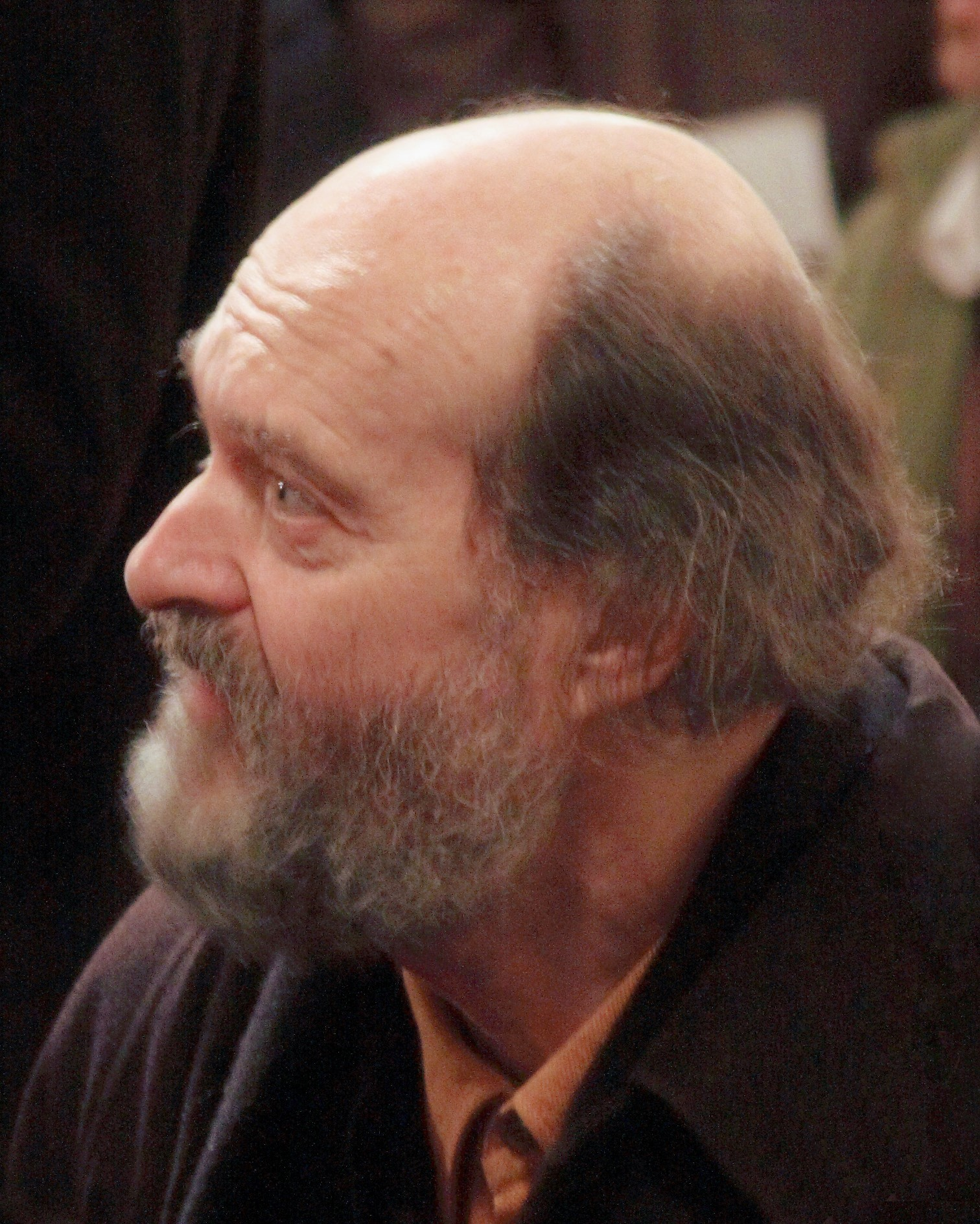
Fotografía del compositor estonio Arvo Pärt en la Catedral de Christchurch, Dublín

Spiegel im Spiegel (Espejo en Espejo) es una pieza musical escrita por Arvo Pärt en 1978, justo antes de su salida de Estonia. El estilo de composición de la pieza es tintinabular: una voz melódica, en una escala diatónica, y una voz tintineante, operando en una tríada en la tónica, se acompañan y complementan mutuamente. Dura aproximadamente diez minutos.

## Descripción
La pieza fue escrita originalmente para un solo piano y violín – aunque el violín a menudo se ha reemplazado con un violonchelo o un viola. Existen también versiones para contrabajo, clarinete, corno inglés, flauta, fagot, trombón, y percusión. La pieza es un ejemplo de música minimalista.
La pieza está en fa mayor, en tempo 6/4, con el piano tocando tríadas de negras ascendentes y el segundo instrumento tocando lentamente escalas en fa mayor, alternando aumentos y descensos, de longitud creciente, que acaban en la (la mediante de fa). La mano izquierda del piano también toca notas, sincopadas con el violín (u otro instrumento).
Spiegel im Spiegel, en alemán, significa tanto "espejo en el espejo" como "espejos en el espejo", refiriendo a un espejo infinito, que produce una infinidad de imágenes reflejadas por espejos planos en paralelo: las tríadas tónicas se repiten sin fin, con variaciones pequeñas como si reflejaran adelante y atrás.
En 2011, la pieza fue el tema de un programa de radio de BBC 4, Soul Music, que examinó piezas de música "con un impacto emocional potente". La violinista Tasmin Little comentó su relación con la pieza.
Muchos coches Volkswagen de los años 2000 (por ejemplo el Cabrio 2000) reproducen el principio de esta pieza como tono de alerta cuando los cinturones de seguridad no están abrochados.

## Versiones
Pärt aprobó el álbum de ECM Alina, grabado en julio de 1995 y sacado a la venta en 1999. Incluye dos variaciones de Für Alina por el pianista Alexander Malter, y tres versiones de Spiegel im Spiegel (para piano y violín, violonchelo, y violín, respectivamente). Según las notas del álbum, dos de las versiones, son más bien “improvisaciones caprichosas”, seleccionadas por Pärt de una grabación que duró varias horas. Las dos versiones difieren más notablemente en el uso de rubato y de la octava baja. Ambas duran menos de once minutos.